# 雅泽
吴拉扎克，另译吴亚扎、吴雅泽（發音：[ʔúooo jàzaʔ]，U Razak，1898年1月20日–1947年7月19日），乌尔都名阿卜杜勒·拉扎克（乌尔都语：عبدالرزاق‬，Abdul Razaq）, 缅甸政治家与教育家。他是独立后的昂山临时政府内阁部长，1947年7月19日与其他六名内阁部长一同遭人暗杀。后来的7月19日成为了缅甸烈士节。吴拉扎是教育和国家规划部长，也是缅甸穆斯林大会主席。
吴拉扎于1898年1月20日出生在上缅甸的密铁拉，父亲谢赫·阿卜杜勒·拉赫曼（Sheik Abdul Rahman）为印度裔警察，母亲迎拉（Nyein Hla）为佛教徒。他的兄弟姐妹们都选择成为佛教徒，但他保留了穆斯林名字，以纪念他的父亲。虽然名义上是穆斯林，但吴拉扎是一个爱国的、支持团结在多元文化下的世俗主义者。他曾先后就读于曼德勒的卫斯理学校和仰光大学，并取得了英语文科学士学位。
1920年，吴拉扎与其他志士组织了首批缅甸学生游行以抵制英国殖民教育制度。1921年，他成为曼德勒国立中学的校长，虽为印度裔穆斯林，但拉扎克以其自然魅力有效地说服了以佛教徒为主的曼德勒人，受到社会各界的充分认可。当日本在第二次世界大战期间入侵缅甸时，他被捕入狱。
1945年，吴拉扎被推举为反法西斯人民自由同盟（AFPFL）曼德勒分会主席和代表曼德勒的国会议员。后来成为昂山内阁的教育和国家规划部部长。 他于1947年7月19日与六名内阁成员一同遇刺身亡。
吴拉扎发起了缅甸穆斯林和佛教徒团结一致的呼吁。虽身为穆斯林，但吴拉扎与佛教关系紧密，他还自学了上座部佛教文字巴利文，帮助成立了曼德勒学院（后来的曼德勒大学）。他育有三个孩子。